# Rolf Straubinger
Rolf Straubinger (* 29. Dezember 1962 in Göppingen) ist ein deutscher Koch.

## Leben und Wirken
Seine Ausbildung zum Koch erhielt der Küchenmeister und Hotelbetriebswirt Rolf Straubinger im Hotel Sonne Post in Murrhardt. Weitere Erfahrungen sammelte er bei Heinz Winkler und Harald Wohlfahrt sowie im Negresco in Nizza und im Al Borgo in Roverto.
Zusammen mit Eltern, Schwester und Schwager, Ehefrau und zwei Kindern arbeitet er seit 1990 auf der Burg Staufeneck. Seit 1991 wird sein  Restaurant mit einem Stern vom Guide Michelin ausgezeichnet. Seit einigen Jahren ist Markus Waibel Küchenchef.

## Auszeichnungen
- 1991: Ein Stern im Guide Michelin
- 2010: 17 Punkte im Gault Millau

## Mitgliedschaften
- Mitglied bei den Jeunes Restaurateurs d’Europe

## Werke (Bücher)
- Fisch. Seefisch & Meeresfrüchte kombiniert mit Gemüse aus dem Mittelmeerraum. mit Horst Michel, Buchmacherei Rüffle, Stuttgart 2004, ISBN 3-936685-60-6